# Nötlägg

Styckningsschema med nötlägg utmärkt som nummer 14.

Nötlägg är en styckningsdetalj från nötkreatur bestående av benen (runt knäna) från djuret.